# Babacar Dione
Babacar Dione (Duffel, 22 marzo 1997) è un calciatore belga, attaccante dell'Apollōn Limassol.

## Biografia
Nato a Duffel, in Belgio, ha origini senegalesi.

## Carriera
Cresciuto nel settore giovanile del R.E. Mouscron, debutta in prima squadra il 20 maggio 2017, disputando da titolare l'incontro dei play-off di Pro League perso per 1-0 in casa contro il Kortrijk. Dopo questa unica presenza stagionale, gioca un'ulteriore partita nella massima divisione belga durante la stagione 2017-2018 e successivamente 10 partite (con anche un gol segnato, peraltro il suo primo in carriera in competizioni professionistiche, nella vittoria per 3-0 del 5 maggio 2019 contro lo Zulte Waregem) nella stagione 2018-2019; rimane poi in rosa con il club biancorosso anche nella stagione 2019-2020 (due presenze in massima divisione), nella stagione 2020-2021 (in cui non scende mai in campo) e nella stagione 2021-2022 (in cui gioca due partite in seconda divisione, categoria in cui il club era nel frattempo retrocesso, ed una partita in Coppa del Belgio). In cinque stagioni e mezzo totalizza dunque complessivamente 17 presenze ed un gol tra tutte le competizioni ufficiali con il club belga.
Rimasto senza squadra dopo che il Mouscron si sciolse, il 2 luglio 2022 viene acquistato dai bulgari della Lokomotiv Plovdiv, militanti nella massima divisione del Paese slavo.

## Statistiche

### Presenze e reti nei club
Statistiche aggiornate al 1º luglio 2024.
| Stagione                 | Squadra                  | Campionato               | Campionato | Campionato | Coppe nazionali | Coppe nazionali | Coppe nazionali | Coppe continentali | Coppe continentali | Coppe continentali | Altre coppe | Altre coppe | Altre coppe | Totale | Totale |
| Stagione                 | Squadra                  | Comp                     | Pres       | Reti       | Comp            | Pres            | Reti            | Comp               | Pres               | Reti               | Comp        | Pres        | Reti        | Pres   | Reti   |
| ------------------------ | ------------------------ | ------------------------ | ---------- | ---------- | --------------- | --------------- | --------------- | ------------------ | ------------------ | ------------------ | ----------- | ----------- | ----------- | ------ | ------ |
| 2016-2017                | R.E. Mouscron            | D1                       | 0+1        | 0          | CB              | -               | -               |                    | -                  | -                  |             | -           | -           | 1      | 0      |
| 2017-2018                | R.E. Mouscron            | D1                       | 1          | 0          | CB              | 0               | 0               |                    | -                  | -                  |             | -           | -           | 1      | 0      |
| 2018-2019                | R.E. Mouscron            | D1                       | 0+10       | 0+1        | CB              | 0               | 0               |                    | -                  | -                  |             | -           | -           | 10     | 1      |
| 2019-2020                | R.E. Mouscron            | D1                       | 2          | 0          | CB              | 0               | 0               |                    | -                  | -                  |             | -           | -           | 2      | 0      |
| 2020-2021                | R.E. Mouscron            | D1                       | 0          | 0          | CB              | 0               | 0               |                    | -                  | -                  |             | -           | -           | 0      | 0      |
| 2021-2022                | R.E. Mouscron            | D2                       | 2          | 0          | CB              | 1               | 0               |                    | -                  | -                  |             | -           | -           | 3      | 0      |
| Totale R.E. Mouscron     | Totale R.E. Mouscron     | Totale R.E. Mouscron     | 5+11       | 0+1        |                 | 1               | 0               |                    | -                  | -                  |             | -           | -           | 17     | 1      |
| 2022-2023                | Lokomotiv Plovdiv        | 1L                       | 30+5       | 4          | CB              | 2               | 0               |                    | -                  | -                  |             | -           | -           | 37     | 4      |
| 2023-2024                | Lokomotiv Plovdiv        | 1L                       | 29+4       | 5          | CB              | 2               | 2               |                    | -                  | -                  |             | -           | -           | 35     | 7      |
| Totale Lokomotiv Plovdiv | Totale Lokomotiv Plovdiv | Totale Lokomotiv Plovdiv | 68         | 9          |                 | 4               | 2               |                    | -                  | -                  |             | -           | -           | 72     | 11     |
| Totale carriera          | Totale carriera          | Totale carriera          | 84         | 10         |                 | 5               | 2               |                    | -                  | -                  |             | -           | -           | 89     | 12     |